# Jokisaari (ö i Finland, Södra Savolax, Pieksämäki)
Jokisaari är en ö i utloppet från sjön Suuri-Kaislanen och i kommunen Pieksämäki i landskapet Södra Savolax, i den södra delen av Finland, 270 km nordost om huvudstaden Helsingfors. Arean är omkring en hektar.